# Campionati del mondo di atletica leggera indoor 2010 - 60 metri ostacoli femminili
I 60 m hs femminili si sono tenuti il 12 ed il 13 marzo 2010. Hanno partecipato 24 delle 25 atlete qualificate: il tempo di qualificazione era di 8"18 sui 60 hs o 12"95 sui 100 hs.

## Risultati

### Batterie
Le prime 3 di ogni batterie e i 4 migliori tempi di ripescaggio vanno in semifinale.
| Pos | Batterie | Nome                    | Nazione         | Tempo | Note  |
| --- | -------- | ----------------------- | --------------- | ----- | ----- |
| 1   | 3        | Priscilla Lopes-Schliep | Canada          | 7.94  | Q     |
| 2   | 4        | Lolo Jones              | Stati Uniti     | 7.95  | Q     |
| 3   | 2        | Eline Berings           | Belgio          | 8.00  | Q, SB |
| 4   | 2        | Christina Vukicevic     | Norvegia        | 8.01  | Q     |
| 5   | 3        | Lacena Golding-Clarke   | Giamaica        | 8.02  | Q     |
| 6   | 2        | Perdita Felicien        | Canada          | 8.04  | Q     |
| 7   | 4        | Vonette Dixon           | Giamaica        | 8.04  | Q     |
| 8   | 2        | Aleksandra Fedoriva     | Russia          | 8.05  | q     |
| 9   | 1        | Ginnie Powell           | Stati Uniti     | 8.07  | Q     |
| 10  | 1        | Lucie Škrobáková        | Rep. Ceca       | 8.09  | Q     |
| 11  | 3        | Nadine Hildebrand       | Germania        | 8.10  | Q     |
| 12  | 4        | Anay Tejeda             | Cuba            | 8.11  | Q     |
| 13  | 1        | Tatyana Dektyareva      | Russia          | 8.12  | Q     |
| 14  | 4        | Alice Decaux            | Francia         | 8.14  | q     |
| 15  | 1        | Lisa Urech              | Svizzera        | 8.15  | q     |
| 16  | 4        | Alina Talay             | Bielorussia     | 8.15  | q     |
| 17  | 1        | Gemma Bennett           | Gran Bretagna   | 8.20  |       |
| 18  | 2        | Yevgeniya Snihur        | Ucraina         | 8.22  |       |
| 19  | 3        | Elisabeth Davin         | Belgio          | 8.23  |       |
| 20  | 1        | Shantia Moss            | Rep. Dominicana | 8.34  |       |
| 21  | 2        | Aisseta Diawara         | Francia         | 8.32  |       |
| 22  | 3        | Seun Adigun             | Nigeria         | 8.58  |       |
| 23  | 3        | Agustina Bawele         | Indonesia       | 8.99  | PB    |
| 24  | 4        | Gertrude Lossou         | Togo            | 9.62  |       |
|     | 3        | Nevin Yanıt             | Turchia         | DNS   |       |

### Semifinali
Le prime 4 di ogni semifinale va in Finale.
| Pos | Batterie | Nome                    | Nazione     | Tempo | Note  |
| --- | -------- | ----------------------- | ----------- | ----- | ----- |
| 1   | 1        | Priscilla Lopes-Schliep | Canada      | 7.91  | Q     |
| 2   | 1        | Vonette Dixon           | Giamaica    | 7.94  | Q, SB |
| 3   | 2        | Perdita Felicien        | Canada      | 7.94  | Q, SB |
| 4   | 2        | Anay Tejeda             | Cuba        | 7.95  | Q, SB |
| 5   | 1        | Tatyana Dektyareva      | Russia      | 7.99  | Q     |
| 6   | 1        | Ginnie Powell           | Stati Uniti | 7.99  | Q     |
| 7   | 2        | Lacena Golding-Clarke   | Giamaica    | 8.01  | Q     |
| 8   | 1        | Christina Vukicevic     | Norvegia    | 8.02  |       |
| 9   | 2        | Lolo Jones              | Stati Uniti | 8.04  | Q     |
| 10  | 2        | Eline Berings           | Belgio      | 8.05  |       |
| 11  | 2        | Aleksandra Fedoriva     | Russia      | 8.06  |       |
| 12  | 2        | Lisa Urech              | Svizzera    | 8.09  |       |
| 13  | 2        | Lucie Škrobáková        | Rep. Ceca   | 8.13  |       |
| 14  | 1        | Nadine Hildebrand       | Germania    | 8.17  |       |
| 15  | 1        | Alina Talay             | Bielorussia | 8.18  |       |
| 16  | 1        | Alice Decaux            | Francia     | 8.23  |       |

### Finale
| Pos | Nome                    | Nazione     | Tempo | Note       |
| --- | ----------------------- | ----------- | ----- | ---------- |
|     | Lolo Jones              | Stati Uniti | 7.72  | CR, AR, WL |
|     | Perdita Felicien        | Canada      | 7.86  | SB         |
|     | Priscilla Lopes-Schliep | Canada      | 7.87  |            |
| 4   | Anay Tejeda             | Cuba        | 7.91  | SB         |
| 5   | Ginnie Powell           | Stati Uniti | 7.97  |            |
| 6   | Vonette Dixon           | Giamaica    | 7.99  |            |
| 7   | Lacena Golding-Clarke   | Giamaica    | 8.02  |            |
| 8   | Tatyana Dektyareva      | Russia      | 8.05  |            |